# 森茂男
森 茂男（もり しげお、1948年8月 - ）は、日本の言語学者。大阪大学言語文化研究科言語社会専攻教授。専門はペルシア語。京都大学大学院文学研究科修了。

## 著編書

### 編書
- 『イランとイスラム――文化と伝統を知る』春風社、2010年。ISBN 978-4-86110-215-8。